# Vsevolod Čermnyj
Vsevolod Svjatoslavič, più conosciuto come Vsevolod Čermnyj, ovvero Vsevolod il Rosso o Vsevolod il Fulvo (in ucraino Всеволод Чермний?; XII secolo – Černihiv, 1212/1215), fu principe di Černihiv dal 1204 al 1210 e nuovamente nel 1212, nonché gran principe di Kiev nel 1206, 1207 e tra il 1210 e il 1212.
Battezzato con il nome di Danilo, era il terzo dei cinque figli di Svjatoslav III Vsevolodovič, principe di Kiev e di Černihiv, e subentrò al fratello Oleg quando questi morì nel 1204. Fu in seguito protagonista attivo delle lotte per il trono di Kiev, alleandosi in un primo momento con Rurik Rostislavič contro Romano Mstislavič di Galizia. Dopo la morte di quest'ultimo, si schierò invece contro Rurik e cercò di ottenere il potere per sé. Spesso si trovò in contrasto anche con il potente Vsevolod III di Vladimir, prima di giungere infine a una pace. Grazie alle sue manovre, al momento della sua massima ascesa fu in grado di amministrare assieme alla sua famiglia gran parte della Rus', coprendo un territorio vastissimo che si sviluppava dalla Volinia a ovest sino a Perejaslavl' a est, sia pur in alcune aree soltanto a livello nominale. Oltre ad aver contribuito all'edificazione di vari luoghi di culto, si distinse per essere stato uno dei principi più energici e importanti della sua dinastia.

## Contesto storico

Cartina storica che mostra l'evoluzione territoriale della Rus' di Kiev dalla sua fondazione alla sua dissoluzione, inclusi i principati che se ne separarono

Le fasi finali del XII secolo coincisero con un momento geopolitico abbastanza complesso per la Rus' meridionale. Essa era frammentata in più principati e amministrata da vari rami che discendevano dalla stirpe dei Rjurikidi, di cui i principali erano i Monomachi (attivi a Vladimir-Suzdal'), i Rostislavič (stanziati a Smolensk) e gli Olgoviči (al potere a Černihiv). In quel particolare contesto, le due autorità principali della Rus' corrispondevano a Vsevolod III dal Grande Nido, principe di Vladimir-Suzdal', e a Rurik Rostislavič, divenuto gran principe di Kiev dal 1194. Affinché la sua posizione al potere fosse legittimata, quest'ultimo aveva accettato un ruolo subordinato nei confronti di Vsevolod III, il membro più anziano della dinastia, e governava dunque con il suo consenso la Rus'.
Una fase di instabilità venne a crearsi nel 1198, quando ebbe luogo la morte di Vladimir II Jaroslavič, principe di Galizia. Nell'anno successivo, la regione contesa venne conquistata militarmente da Romano Mstislavič di Volinia, il cui padre Mstislav aveva per breve tempo governato la capitale Kiev nel 1167, sia pur come impostore. Il sensibile aumento di potere guadagnato da Romano gli permise di entrare in amicizia con Vsevolod III, con il quale concordò la nomina in veste di principe di Kiev di Ingvar Jaroslavič. La capacità di un singolo principe di incidere in maniera così significativa nella politica della Volinia, della Galizia e di Kiev contemporaneamente indispettì Rurik Rostislavič e gli Olgoviči, che nel 1203 attaccarono la moderna capitale ucraina anche con l'ausilio di truppe poloviciane. Il 2 gennaio, la città sperimentò un massacro che non ebbe pari sin dai tempi della cristianizzazione della Rus'. Romano e Rurik, tornato al potere a Kiev nel 1204, si riconciliarono e condussero una vittoriosa campagna militare assieme, ma sulla strada del ritorno Romano fece prigioniero il suo compagno e lo costrinse a farsi monaco, affinché espiasse i suoi peccati.

## Biografia

### Primi anni

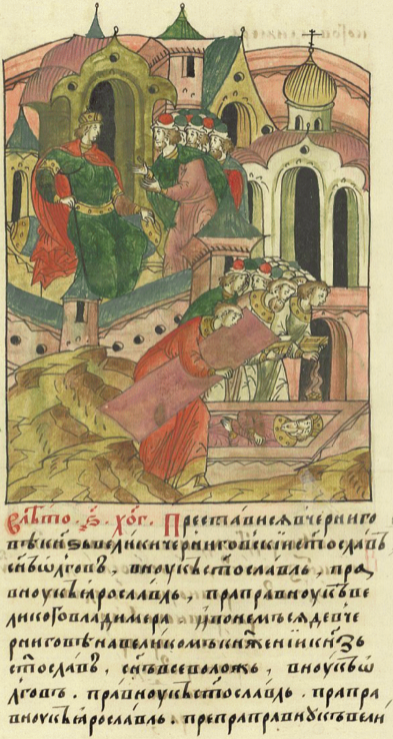
Svjatoslav Vsevolodovič, padre di Vsevolod, sul trono di Černihiv. Miniatura tratta dalla Cronaca Illustrata di Ivan il Terribile

Nato in un momento imprecisato del XII secolo, Vsevolod era figlio di Svjatoslav III Vsevolodovič degli Olgoviči, principe di Kiev nel 1173 e dal 1181 al 1194 e principe di Černihiv dal 1177 al 1194, e di Maria Vasilkovna, mentre il suo nome di battesimo era Danilo, come attestato dal sinodik di Lyubetskij. Pur essendo diventato uno dei principi più importanti della sua dinastia, i cronisti medievali non riferiscono nulla a proposito della gioventù di Vsevolod, che si presume trascorse a Černihiv. Ulteriori lacune riguardano la personalità e l'aspetto fisico, con la significativa eccezione della sua capigliatura di colore rosso, come si deduce dal soprannome che lo contraddistinse per tutta la vita, "Čermnyj", ovvero "il Rosso" o "il Fulvo". Vi è incertezza se nel 1203 fu nominato principe di Kiev quando il trono rimase vacante, poiché alcuni studiosi hanno sostenuto che una simile informazione sia frutto di un'interpolazione e venga accennata da una fonte soltanto.
Nel 1204, Oleg III Svjatoslavič, fratello di Vsevolod Čermnyj, morì assieme a uno dei suoi figli e il trono di Černihiv rimase vacante. Le fonti non menzionano espressamente se Vsevolod gli subentrò direttamente, ma Martin Dimnik ha ritenuto tale ipotesi decisamente verosimile. Benché non siano noti i possedimenti da lui detenuti, si immagina che essi fossero compresi nel territorio di Černihiv e che ereditò quelli di Oleg, a sua volta ereditati dal fratello maggiore Vladimiro. La scomparsa di entrambi rese di fatto Vsevolod il rappresentante più anziano della sua famiglia e, a seguito dell'acquisizione dell'eredità, anche il più potente. Una delle prime azioni compiute da Vsevolod fu quella di mantenere buone relazioni con i propri vicini e confermare i trattati conclusi dal suo predecessore, rinegoziando dunque delle intese con Vsevolod III di Vladimir, Romano Mstislavič, il principe di Polock e i capitribù poloviciani. Priorità massima fu riservata ai rapporti intrattenuti con il principe di Rjazan', che risultava il più vicino a Vsevolod in termini di legame parentale. L'unico con cui non fu avviata alcuna trattativa diplomatica fu Rurik Rostislavič; benché costui non fosse stato attaccato da nessuno dei tre predecessori di Vsevolod, quest'ultimo si sentiva probabilmente esonerato da qualsiasi impegno nei suoi confronti da quando era diventato monaco. Il sogno di Vsevolod era quello di interferire negli affari di Kiev e seguire dunque le orme di suo padre, ma sfortunatamente per lui l'obiettivo era ben lontano dal potersi realizzare, a causa di circostanze assolutamente sfavorevoli. Quando infatti Vsevolod III di Vladimir divenne principe di Novgorod, egli si preoccupò di rinsaldare i legami diplomatici con Rurik Rostislavič e con Romano Mstislavič, dando così origine a una coalizione troppo formidabile per qualsiasi potenziale avversario. Le continue ingerenze di Vsevolod III nelle politiche rus' avvalorano questa ricostruzione e spiegano anche l'atteggiamento tendenzialmente refrattario assunto verso di lui dal suo omonimo attivo a Černihiv.
Una svolta improvvisa si verificò nel 1205, quando Romano Mstislavič morì in una battaglia combattuta contro i polacchi. Ciò aprì una vasta crisi di successione in Galizia, poiché i due eredi, Danilo e Vasilko, avevano rispettivamente quattro e due anni (malgrado i galiziani avessero giurato la propria fedeltà a Danilo). Appresi questi sviluppi, Rurik Rostislavič svestì gli abiti di monaco e strinse un patto di cooperazione con Vsevolod Čermnyj, grazie al quale tornò al potere a Kiev. Vsevolod fu convinto dalla prospettiva di poter condurre una vittoriosa campagna d'invasione in Galizia, benché non sia noto come avesse con Rurik pianificato di spartirsi il possesso della regione. Si crede che il neo-insediato principe di Kiev avesse ricercato l'aiuto degli Olgoviči per timore di una qualche rappresaglia da parte di Vsevolod III o degli oppositori interni sconcertati dalla sua rinunzia ai voti. Malgrado le premesse, la coalizione non fu in grado di prevalere e dovette ritirarsi «a mani vuote e con l'onta della vergogna», come affermato dalle cronache medievali. La campagna fu ritentata nell'anno seguente, assumendo stavolta le parvenze di un'invasione su vasta scala: ai rus' si unirono infatti anche i poloviciani, i berindi (una tribù di slavi nomadi) e altri guerrieri turchi attivi vicino a Kiev. Prima della partenza, Vsevolod aveva convocato un'assemblea (snem) con i suoi parenti, domandando loro supporto e verosimilmente assegnandogli le potenziali città in cui avrebbero potuto insediarsi. Mentre Vsevolod aveva coinvolto alcuni parenti polacchi, i boiardi galiziani sollecitarono un intervento in loro favore di Andrea II d'Ungheria, che inviò anche delle missive a Vsevolod III di Vladimir, sperando in un ulteriore allargamento del conflitto. L'avanzata magiara verso est preoccupò gli Olgoviči, i quali preferirono astenersi dagli scontri in corso in Galizia. Le cronache riferiscono che, date le circostanze, Vsevolod preferì eseguire un attacco proditorio contro Kiev e ciò costrinse Rurik a ripiegare verso nord, nella sua residenza-roccaforte di Ovruč.

### Principe di Kiev (1206)

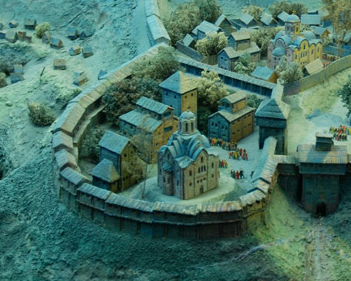
Ricostruzione di un distretto cittadino della Kiev medievale

L'affermazione al potere di Vsevolod fece sì che tra 1205 e il 1212 permanesse uno stato di guerra latente tra gli Olgoviči e i Rostislavič, i quali scatenarono praticamente ogni anno delle battaglie. Si è a lungo discusso sulle motivazioni che resero ardua la convivenza tra gli Olgoviči e i Rostislavič, verosimilmente provocate innanzitutto dal desiderio di primeggiare a Kiev. Il burattinaio responsabile di queste dispute fu Vsevolod III di Vladimir, il quale si prodigò per favorire ora l'una, ora l'altra fazione, affinché permanesse una condizione di lotta perenne senza che nessuno dei contendenti potesse prevalere. Quanto a Vsevolod, si esclude avesse seriamente pianificato di insediarsi nella capitale prima che si concludesse la seconda campagna in Galizia. È chiaro comunque che, una volta convintosi della sua scelta, si avvalse appieno del fondamentale apporto bellico della sua famiglia; all'indomani della sua ascesa, nessuno fra gli Olgoviči ne contestò l'autorità, nel rispetto dei criteri di successione genealogica legati all'anzianità e nel ricordo di suo padre Svjatoslav al governo di Kiev. Cercando di legittimare la propria posizione agli occhi dei sudditi e degli osservatori esterni, il nuovo principe sottolineò che non fosse stato consono fino ad allora il governo di un monaco. Allo scopo di scongiurare qualsiasi rappresaglia nemica, si cautelò concedendo vari diritti sulle città a diversi discendenti dei Rostislavič, benché resti incerto se acconsentì alla nomina di Mstislav Romanovič, detto il Vecchio, come proprio successore a Kiev. Nel medesimo frangente intimò il figlio di Vsevolod III, Jaroslav II Vsevolodovič, di abbandonare Perejaslavl', ordine a cui il principe obbedì e al cui posto subentrò Michele, primogenito di Vsevolod Čermnyj.
Le operazioni di Vsevolod Čermnyj avevano portato la sua famiglia a imporsi su un territorio vastissimo che si sviluppava dalla Volinia a ovest sino a Perejaslavl' a est, sia pur in alcune aree soltanto a livello nominale. La sua autorità aveva superato quella del padre e persino quella di Vsevolod III di Vladimir, ma quest'ultimo era saldamente radicato nel suo dominio, mentre Vsevolod Čermnyj doveva ancora dimostrare la sua capacità di respingere i rivali per Kiev. Malgrado i suoi sforzi, il principe commise però un duplice errore, sottovalutando la resilienza dei Rostislavič e la rabbia di Vsevolod III di Vladimir, furente per l'allontanamento di suo figlio Jaroslav da Perejaslavl'. Una volta che gli alleati e i parenti di Vsevolod lasciarono Kiev, Rurik si convinse che i tempi fossero maturi per pianificare un contrattacco. Così, avviò degli intensi scambi diplomatici con Mstislav Rostislavič, detto il Coraggioso, e Rostislav Rurikovič, concordando l'esecuzione di una manovra di accerchiamento della capitale. A tali operazioni partecipò anche un giovane Mstislav Mstislavič, il quale si insediò nella cittadina di Torčesk, occupata da una guarnigione di guerrieri turchi. Prima della fine del 1206, i Rostislavič scacciarono Vsevolod da Kiev e suo figlio da Perejaslavl'. L'incapacità di allestire un'adeguata resistenza nemmeno nella capitale suggerisce che Vsevolod fosse stato abbandonando a se stesso contro un nemico troppo più forte di lui.

### Principe di Kiev (1207)

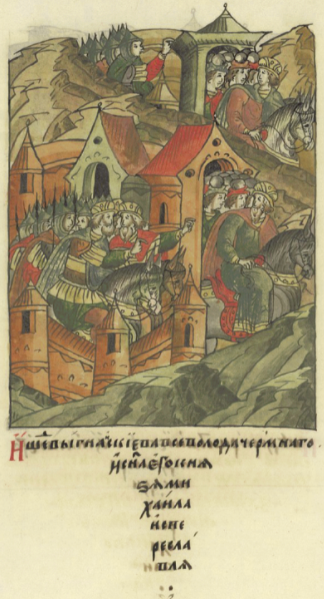
Rurik Rostislavič e Mstislav Romanovič espellono Vsevolod Čermnyj da Kiev. Miniatura tratta dalla Cronaca Illustrata di Ivan il Terribile

Durante l'inverno del 1206-1207, gli Olgoviči tentarono una controffensiva verso Kiev assediando Rurik per tre settimane, ma furono infine costretti a ritirarsi a Černihiv. Il primo biennio di guerra tra i Rostislavič e gli Olgoviči si chiudeva quindi in maniera inconcludente, con i secondi a Černihiv e i primi a Kiev, con l'unica differenza che i Rostislavič ora controllavano Perejaslavl', mentre gli Olgoviči avevano occupato la Volinia e la Galizia. Nel 1207 la situazione si ripeté con dinamiche analoghe, poiché gli Olgoviči conquistarono Kiev e la difesero con successo fino alla stagione fredda. Nonostante la disfatta, Vsevolod Čermnyj dimostrò d'aver appreso dagli errori del passato e studiò un piano più accorto. Con l'ausilio di vari parenti, mercenari poloviciani, combattenti galiziani e di Turov e Pinsk, marciò attraverso le terre di Perejaslavl', guadò il Dnepr a sud di Kiev e si impossessò della strategicamente importante città-fortezza di Trepol', da cui passavano le principali arterie meridionali della capitale. Kiev si arrese quindi senza combattere, mentre Rurik, in inferiorità numerica, fuggì di nuovo a Ovruč. Successivamente, Vsevolod Čermnyj espugnò tra le varie Belgorod e Torčesk, insediandosi stabilmente sul trono della capitale nell'agosto del 1207.
Le sfortune dei Rostislavič anticiparono di poco un'offensiva di Vsevolod III di Vladimir contro gli Olgoviči, il quale non aveva dimenticato l'affronto che aveva subito il figlio. Benché la campagna militare si fosse concentrata sul principato di Rjazan', indotto a instaurare un rapporto di fatto vassallatico con Vsevolod III, i suoi esiti si rivelarono comunque infausti per il sovrano di Kiev. Alcuni dei più influenti alleati di quest’ultimo rimasero bloccati a Rjazan’, interrompendo i precedenti vincoli che li legavano alla vicina Černihiv. Frattanto, Vsevolod III marciò contro Pronsk, dove si era rifugiato l'appena spodestato signore di Rjazan', Kir Mikhail. Costui era diventato cognato di Vsevolod Čermnyj da quando ne aveva sposato una figlia, Vera, la quale fu fatta prigioniera dai soldati il 18 ottobre 1207. Sebbene la situazione apparisse ormai favorevole a Vsevolod III, egli scelse di non sferrare un attacco diretto contro Černihiv, pur arrecando ugualmente gravi conseguenze al potere e al prestigio di Vsevolod Čermnyj. Entro la fine dell'anno, Rurik approfittò delle asperità che stava sperimentando il suo nemico e riuscì a causarne l'esilio da Kiev, imponendosi per la sua (almeno) settima e ultima volta al comando.

### Principe di Kiev (1208-1212)
Dopo circa cinque mesi di calma, all'inizio del 1208 Vsevolod si alleò gli Olgoviči e attaccò militarmente Kiev, ma le forze impegnate in battaglia erano troppo esigue per riuscire nell'intento e Rurik reagì prontamente. Si pensa che il suo scopo principale potrebbe non essere stato quello di riconquistare quanto perduto, ma di sfogare la sua frustrazione contro i cittadini. Secondo John Fennell, Rurik restò gran principe di Kiev fino al 1210, quando venne spodestato da Vsevolod Čermnyj, che trascorse quegli anni ad acquisire nuovi alleati tramite la diplomazia. Stando a Martin Dimnik, invece, le cronache suggeriscono che morì già nel 1208, e che quindi Vsevolod salì al potere prima. Se questa ricostruzione fosse quella veritiera, si trattò della prima volta in cui Vsevolod tornò a Kiev senza dover scacciare Rurik con la forza. Per assicurarsi un maggiore controllo, assegnò subito Černihiv alla gestione di suo fratello Gleb Svjatoslavič e a Mstislav, il minore, Novgorod-Severskij. Malgrado i timori, il 1208 e il 1209 trascorsero in maniera serena per Vsevolod, poiché la guerra ancora teneva occupati numerosi aristocratici in Galizia e Vsevolod III si stava preoccupando nuovamente di Rjazan'.

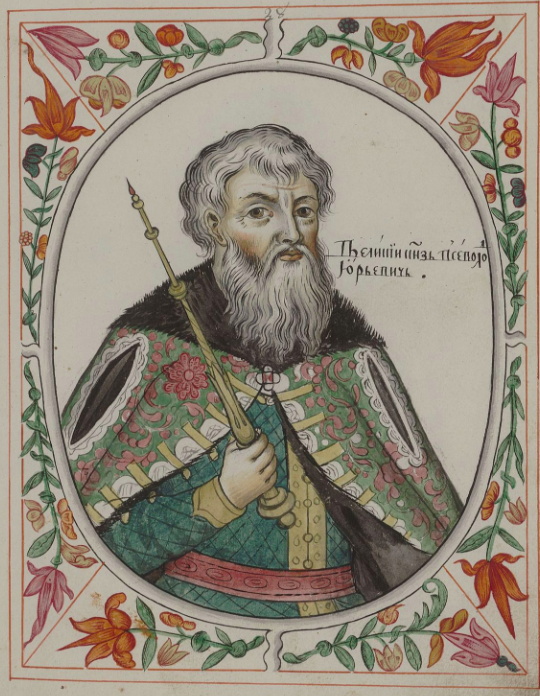
Ritratto immaginario del 1676 di Vsevolod III di Vladimir del Gran Nido

Con il passare del tempo, Vsevolod Čermnyj si convinse che fossero maturi i tempi per trattare con il principe di Vladimir, anche perché teneva ancora prigioniera la figlia Vera e ciò aveva conferito al conflitto una sfumatura personale. Affinché si avviassero dei negoziati, Vsevolod Čermnyj strinse dei legami con il metropolita di Kiev Marfeo, convincendolo con successo a recarsi a Vladimir, sul fiume Kljaz'ma. Le cronache affermano che, quando Vsevolod III comprese le intenzioni degli Olgoviči e di Vsevolod Čermnyj le ritenne sincere, «baciò la croce», un'espressione figurata per dire che concluse con loro un'intesa. Non se ne conoscono i termini, ma si immagina che gli Olgoviči dovettero rinunciare al possesso di Perejaslavl', fonte di attrito, e astenersi da qualsiasi tentativo di mantenere una propria influenza a Rjazan'. Poiché l'autorità di Vsevolod Čermnyj a Kiev non venne messa in discussione, è probabile che questi non credette di dover sacrificare granché, pur di rimanere al comando dove desiderava. Si ipotizza che Vsevolod III di Vladimir avesse accettato gradualmente l'insediamento di Vsevolod Čermnyj per controbilanciare il peso specifico dei Rostislavič, il cui potere era aumentato quando Mstislav Mstislavič era diventato principe di Novgorod nell'inverno del 1208/1209. La liberazione di Vera seguì dopo poco e la validità dell'accordo fu avvalorata dalle nozze celebrate il 10 aprile 1211 tra la figlia di Vsevolod Čermnyj, Agafia, e Jurij, figlio di Vsevolod III di Vladimir. Il trattato di pace stipulato con Vsevolod III rimase saldamente in vigore e originò un periodo di tranquillità nella Rus' meridionale. Continuò invece a vivere un periodo turbolento la Galizia, dove nel 1211 si erano affermati gli ungheresi e due nobili Igorevič al potere nella regione, un altro ramo rjurikide alleato di Vsevolod Čermnyj, vennero uccisi dai boiardi locali. Benché ciò non comportò la fine della sua influenza in Galizia e i possedimenti dei due defunti vennero da lui incamerati, il principe di Kiev subiva uno smacco reputazionale incredibile.

#### Guerra contro i Rostislavič e morte
Agli albori del 1212, Vsevolod decise di dichiarare guerra ai Rostislavič, comunicando loro: «Voi avete fatto impiccare due miei fratelli in Galizia come fossero criminali e ci avete offesi tutti. Non c'è più posto per voi in Rus'». Anche se si ignora un ipotetico coinvolgimento dei Rostislavič negli affari di Galizia nel 1211, la decisione di Vsevolod Čermnyj nasceva più per scopi personali che per ragioni di vendetta. È infatti legittimo supporre che il principe prese a pretesto gli avvenimenti per liberarsi di una dinastia la quale, sebbene fosse con lui in pace, amministrava comunque diversi insediamenti alle porte di Kiev. Pur ignorando esattamente quali, Vsevolod non aveva in passato potuto allontanare i Rostislavič dalla Rus', in quanto la loro influenza, seppur mitigata, non era mai sparita del tutto. Sfortunatamente per Vsevolod, gli sviluppi del conflitto presero una piega sfavorevole quasi subito. Quando infatti il 10 aprile Vsevolod III di Vladimir morì, il sovrano di Kiev perse l'appoggio del suo principale sostenitore e la sua dipartita chiuse trentadue anni in cui egli aveva tessuto le sorti politiche di vari angoli della Rus'. L'avvento al potere del figlio Jurij II coincise con una serie di dispute familiari per la successione che ne ridussero in maniera marcata la credibilità.

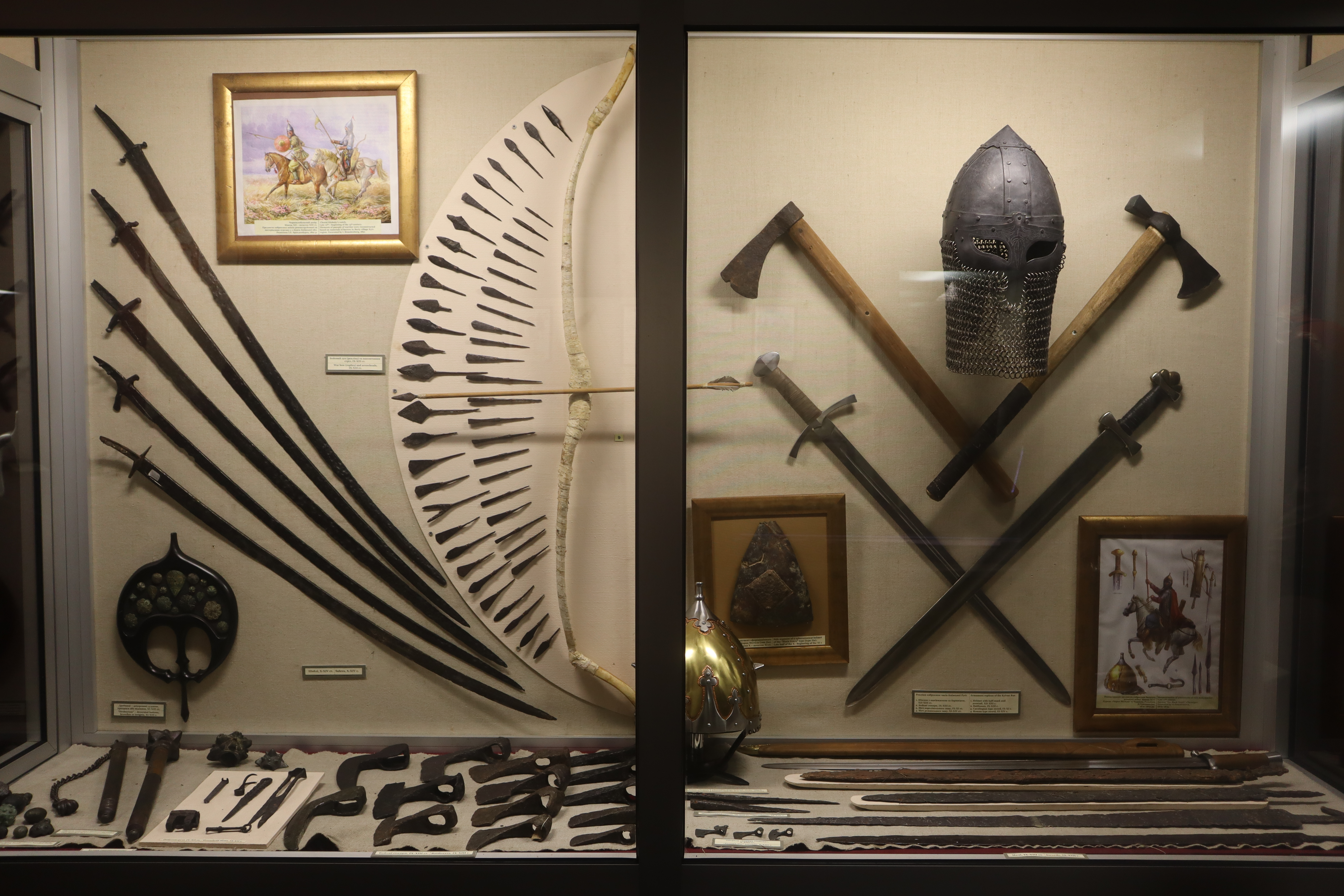
Armi ed equipaggiamenti militari risalenti all'epoca della Rus' di Kiev

Nell'estate del 1212, Mstislav Mstislavič partì da Novgorod alla volta di Smolensk alla testa di un vasto esercito. Mstislav era partito con lo scopo di raggiungere il principe locale Mstislav Romanovič il Vecchio, due figli di Rurik e altri aristocratici di spicco. Gli scontri non tardarono a esplodere: avanzando lungo il corso del Dnepr, i Rostislavič conquistarono Rėčica e «molte altre città del [principato di] Černihiv», finché non si spinsero sino alle porte di Kiev. Il piano prevedeva una manovra di accerchiamento della capitale, con l’obiettivo di occuparla ed estromettere Vsevolod Čermnyj. La rapidità dell'avanzata nemica appare riconducibile alla probabile inferiorità numerica delle forze degli Olgoviči. Col sopraggiungere dei Rostislavič, il principe fu costretto ad abbandonare Kiev senza combattere, ritirandosi a Černihiv insieme alle proprie truppe. Là, lui e suo fratello Gleb subirono un assedio durato due o tre settimane, mentre i nemici incalzavano. Nel frattempo, Ingvar Jaroslavič fu lasciato temporaneamente al comando di Kiev, mentre Mstislav Romanovič di Smolensk ripristinò l'ordine a Vyšhorod, presidiata da due cugini del principe di Kiev. Nel corso degli attacchi condotti a Černihiv, Vsevolod Čermnyj morì e la sua scomparsa probabilmente accelerò un armistizio tra Mstislav di Romanovič e Gleb. Concluse le ostilità, furono avviati i preparativi per l'investitura ufficiale di Ingvar Jaroslavič quale signore di Kiev, scenario a cui era favorevole Mstislav Mstislavič. Tuttavia, Ingvar fu costretto a ritornare a Luc'k, suo possedimento, su forti pressioni di Mstislav Romanovič il Vecchio, che divenne il nuovo signore della capitale.
La caduta di Vsevolod Čermnyj nel 1212 e la sua morte inaugurarono una nuova era nella storia politica della Rus' meridionale. Si aprì infatti un'epoca di relativa stabilità, poiché le attività degli Olgoviči rimasero confinati sui confini occidentali e nord-occidentali dei territori dei Rostislavič, dislocati perlopiù attorno a Černihiv. Le cronache forniscono dettagli effimeri o fuorvianti sulla morte di Vsevolod, con una fonte la quale afferma che morì di crepacuore. Maggiormente realistica è la chiave di lettura secondo cui cadde nei combattimenti avvenuti alle porte di Černihiv. In quanto principe di quella città, fu sepolto nella cattedrale del Santissimo Salvatore. Oltre a coincidere con il mausoleo della dinastia, dopo il 1203 l'edificio di culto ospitò anche le venerate vesti dei beati e più antichi principi della Rus'. In quanto primo principe anziano della dinastia ad essere insediato dopo che suo fratello Oleg aveva deposto le vesti nella cattedrale, Vsevolod si distinse per essere stato il primo degli Olgoviči a essere legittimato in modo solenne e religioso, secondo un rituale che evocava la trasmissione divina del potere. Sua moglie Anastasia e il loro figlio Michele probabilmente parteciparono al suo funerale, ma non le loro due figlie, Agafia e Vera, che vivevano nelle lontane Suzdal' e Pronsk.

## Ascendenza
|                             |                      |                      | Genitori            |  |  | Nonni |  |  | Bisnonni          |  |  | Trisnonni |  |
|                             |                      |                      |                     |  |  |       |  |  | Oleg Sviatoslavič |  |  | …         |  |
|                             |                      |                      |                     |  |  |       |  |  | Oleg Sviatoslavič |  |  | …         |  |
|                             |                      | …                    |                     |  |  |       |  |  | Oleg Sviatoslavič |  |  |           |  |
| Vsevolod II di Kiev         |                      |                      |                     |  |  |       |  |  | Oleg Sviatoslavič |  |  |           |  |
|                             |                      | Feofania Muzalon     | …                   |  |  |       |  |  |                   |  |  |           |  |
|                             |                      | Feofania Muzalon     | …                   |  |  |       |  |  |                   |  |  |           |  |
|                             |                      | Feofania Muzalon     | …                   |  |  |       |  |  |                   |  |  |           |  |
| Svjatoslav III Vsevolodovič |                      | Feofania Muzalon     |                     |  |  |       |  |  |                   |  |  |           |  |
|                             |                      | Mstislav I di Kiev   | Vladimir II di Kiev |  |  |       |  |  |                   |  |  |           |  |
|                             |                      | Mstislav I di Kiev   | Vladimir II di Kiev |  |  |       |  |  |                   |  |  |           |  |
|                             |                      | Mstislav I di Kiev   | Gytha del Wessex    |  |  |       |  |  |                   |  |  |           |  |
| Maria Mstislavna di Kiev    |                      | Mstislav I di Kiev   |                     |  |  |       |  |  |                   |  |  |           |  |
|                             |                      | Cristina Ingesdotter | Ingold I di Svezia  |  |  |       |  |  |                   |  |  |           |  |
|                             |                      | Cristina Ingesdotter | Ingold I di Svezia  |  |  |       |  |  |                   |  |  |           |  |
|                             |                      | Cristina Ingesdotter | Elena di Svezia     |  |  |       |  |  |                   |  |  |           |  |
| Vsevolod Čermnyj            |                      | Cristina Ingesdotter |                     |  |  |       |  |  |                   |  |  |           |  |
|                             | Svjatoslav Vseslavič | …                    |                     |  |  |       |  |  |                   |  |  |           |  |
|                             | Svjatoslav Vseslavič | …                    |                     |  |  |       |  |  |                   |  |  |           |  |
|                             | Svjatoslav Vseslavič | …                    |                     |  |  |       |  |  |                   |  |  |           |  |
| Vasilko Svjatoslavič        | Svjatoslav Vseslavič |                      |                     |  |  |       |  |  |                   |  |  |           |  |
|                             |                      | Sofia                | …                   |  |  |       |  |  |                   |  |  |           |  |
|                             |                      | Sofia                | …                   |  |  |       |  |  |                   |  |  |           |  |
|                             |                      | Sofia                | …                   |  |  |       |  |  |                   |  |  |           |  |
| Maria Vasilkovna            |                      | Sofia                |                     |  |  |       |  |  |                   |  |  |           |  |
|                             |                      | …                    | …                   |  |  |       |  |  |                   |  |  |           |  |
|                             |                      | …                    | …                   |  |  |       |  |  |                   |  |  |           |  |
|                             |                      | …                    | …                   |  |  |       |  |  |                   |  |  |           |  |
| …                           |                      | …                    |                     |  |  |       |  |  |                   |  |  |           |  |
|                             |                      | …                    | …                   |  |  |       |  |  |                   |  |  |           |  |
|                             |                      | …                    | …                   |  |  |       |  |  |                   |  |  |           |  |
|                             |                      | …                    | …                   |  |  |       |  |  |                   |  |  |           |  |
|                             |                      | …                    |                     |  |  |       |  |  |                   |  |  |           |  |

## Discendenza
Vsevolod sposò su decisione di suo padre Maria (ribattezzata con il nome di Anastasia), una figlia di Casimiro II il Giusto, re di Polonia. I figli della coppia furono Michele, Andrea, Agafia, Vera-Elena e Svjatoslav (benché sia incerta l'esistenza di Andrea e Svjatoslav). Poiché Michele, il suo primogenito, venne dopo la sua morte canonizzato, sono molte le informazioni che si conoscono sin dalla sua gioventù, quando ad esempio fu nel 1186 colto da una malattia che lo paralizzò e che spinse Vsevolod ad accompagnarlo di monastero in monastero in cerca di una cura.
Ulteriori informazioni in merito alla discendenza si recepiscono con riguardo alla seconda fuga da Kiev del 1207. Stando alle cronache, egli fuggì con la moglie e i quattro figli che aveva all'epoca, di cui due femmine e un maschio. È certo che una figlia non si trovava insieme al padre al momento della partenza da Kiev, la già citata Vera, poiché aveva sposato Kir Mikhail e viveva a Pronsk. La nobildonna fu poi fatta prigioniera per anni da Vsevolod III di Vladimir, anche perché quest'ultimo si rifiutava di lasciare andare senza ottenere in cambio una proposta vantaggiosa. I due figli che accompagnarono Vsevolod furono, secondo una ricostruzione storiografica, Michele e Agafia, non ancora citata esplicitamente dalle fonti in quel momento storico. Se Michele si fosse effettivamente trovato con suo padre, bisognerebbe escludere che ricevette qualche incarico a Perejaslavl' e che al suo posto vi fosse invece qualcun altro, come osservato da Martin Dimnik. Agafia, invece, sposò il figlio di Vsevolod III di Vladimir, Jurij, il 10 aprile 1211.

## Giudizio storiografico

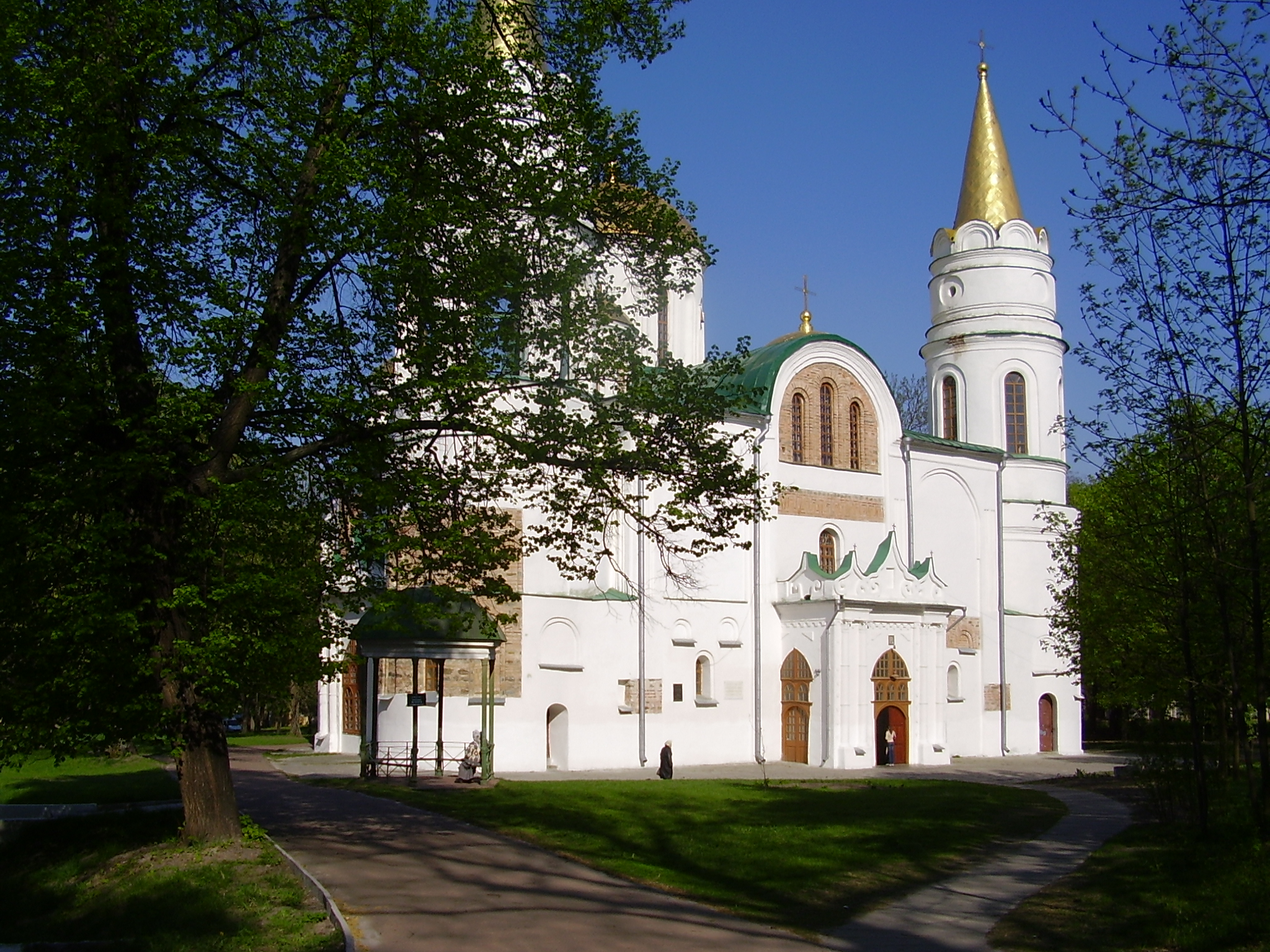
La cattedrale del Santissimo Salvatore di Černihiv. Costruita intorno al 1033, custodisce le spoglie di Vsevolod Čermnyj

La cronaca di Vsevolod, di cui sono sopravvissuti dei passaggi, conteneva indubbiamente un elogio funebre dedicato alle sue virtù e a quanto fatto in vita, oltre alle chiese che avrebbe ordinato di costruire. Poiché tutti gli Olgoviči che lo precedettero al governo di Kiev eressero luoghi di culto in almeno due città e considerando le grandi ambizioni di Vsevolod, è lecito immaginare che ne seguì l'esempio. Se da un lato il suo mecenatismo religioso lasciò un'impronta architettonica duratura, non meno significativi furono i traguardi raggiunti da Vsevolod in ambito politico. Alla morte di suo padre Svjatoslav, avvenuta nel 1194, si pose come scopo primario la conquista del trono di Kiev, confidando nella propria anzianità dinastica, nella disponibilità di risorse economiche consistenti e nell'assenza di vincoli di vassallaggio verso altri sovrani. Eclissato dalla maggiore fama raggiunta da alcuni suoi antenati e considerato che il suo soggiorno a Kiev durò circa tre anni anziché i tredici del padre, Vsevolod seppe comunque dominare la capitale in maniera incontrastata per un arco di tempo quasi pari a quello del suo più eminente predecessore, Svjatoslav Jaroslavič (al potere a Kiev dal 1073 al 1076). La sua egemonia si estese anche oltre i confini della capitale: tra il 1208 e il 1212, Vsevolod riuscì infatti a consolidare il proprio controllo sulle aree circostanti, esercitando un'autorità effettiva su un’ampia porzione della Rus’ meridionale.
Altri due traguardi importanti coincisero con l'affermazione del suo controllo in Galizia per mezzo degli Igorevič nel 1206 e, nello stesso anno, nella nomina di suo figlio a Perejaslavl'. Una simile estensione in termini di influenza durò poco per Vsevolod, ma bastò a superare i risultati del padre e a renderlo, teoricamente e per breve tempo, il principe più potente della Rus'. Acquisire la Galizia fu la sua impresa più audace, in quanto intendeva renderlo un possedimento permanente della sua dinastia, sia pur fallendo miseramente. È improbabile che perseguisse lo stesso obiettivo per Perejaslavl', così come per Kiev non vi sono sufficienti prove per affermarlo (il patto secondo cui Mstislav Rostislavič avrebbe dovuto subentrargli alla morte sembra escluderlo). Taluni hanno descritto Vsevolod come un «tipico rappresentante degli inquieti e insidiosi Olgoviči», la cui «eccessiva brama di potere» portò alla sua caduta. È corretto ravvisare che somigliò ai suoi parenti (in particolare il trisavolo Svjatoslav II Jaroslavič, suo nonno Vsevolod II Olgovič e suo padre Svjatoslav) quando si impose a Kiev con la forza, incarnando l'archetipo del principe ambizioso e ostinato; a differenza dei suoi tre immediati predecessori di Černihiv (Oleg Svjatoslavič, Igor' Svjatoslavič e Jaroslav Vsevolodovič), non fu un personaggio prudente e conservatore, ambendo a qualcosa di più che ai semplici affari cittadini. Si è sostenuto anche fosse irrequieto, considerati i suoi continui tentativi di tornare al comando della capitale, ma poiché si trattò di una caratteristica che contraddistinse anche il suo rivale Rurik Rostislavič, si deve immaginare che fosse ambizione di tutti i più potenti nobili della Rus' il desiderio di sedersi sul trono di Kiev. Si dimostrò poi una persona rispettosa delle tradizioni, tanto da guadagnarsi l'appoggio degli Olgoviči e di molti precedenti sostenitori di Romano Mstislavič quando attaccò la Galizia. Non ricorse mai all'inganno per perseguire i propri fini, e preferì scacciare Rurik soltanto quando questi ebbe svestito l'abito monastico, perdendo così ogni legittimità a governare secondo i costumi del tempo. È significativo che, non riuscendo a riconquistare Kiev dopo che Rurik lo aveva cacciato per la seconda volta, represse la sua ambizione fino alla morte del rivale. In ultimo, quanto alla guerra che scatenò contro i Rostislavič e che gli costò la vita, occorre ricordare che essa perseguiva lo scopo di conquistare più terre e un simile desiderio guidò le decisioni di diverse dinastie locali, motivo per cui la sua brama di potere non andrebbe considerata eccessiva o non in linea con le tendenze dell'epoca.